# Västlands socken
Västlands socken i Uppland ingick i Örbyhus härad, ingår sedan 1974 i Tierps kommun och motsvarar från 2016 Västlands distrikt.
Socknens areal är 184,51 kvadratkilometer varav 174,08 land.  År 2000 fanns här 1 956 invånare. Tätorten Karlholmsbruk, orten Sandby samt småorten och det tidigare bruket Västland med sockenkyrkan Västlands kyrka ligger i socknen.
Den gamla medeltida kyrkan var belägen på byn Stymnes ägor, oklart om den kan ha varit kyrkby. Den nya kyrkan uppfördes på 1850-talet i byn Åkerby.

## Administrativ historik
Västlands socken omtalas i skriftliga handlingar första gången 1312 ('de parochia Vesland'). Byarna Gårdskär och Marma räknades tidigare i kameralt avseende till Västlands socken men kyrkligt till Älvkarleby socken. De överfördes i alla avseenden till Älvkarleby socken mellan 1582 och 1597. Vadkars åtting (se nedan) förefaller under medeltiden ha räknats till Tierps härad. Vid räfsteting 1409 med allmoge från Tierp berörs även jord från Gällbo, Vad och Åkerby och 1512 sägs två gårdar i Vad och Väla ligga i Västlands socken, Tierps härad.
Socknen är enligt UH 1545-55 indelad i fyra ”åttingar” ; ’’Sandby åtting’’ (Sandbo) med Finnerånger, Holmsånger, Kårbo, Måxbo, Nöttö, Sandby och Sätra;  ’’Vadkar åtting’’ (Wadkar) med Gällbo, Vad och Åkerby (resten av åttingen ligger inom Tolfta socken); ’’Valkar åtting’’ (Wallakar) med Marma, Stav, Stymne och Valla;  ’’Väla åtting’’ (Wedele) med Gällbo, Maln, Näs, Snatra och Väla. Gårdskär ingick inte i någon åtting. (UH = Upplands handlingar,  i KA (Kammararkivet) från 1922 ingående i Riksarkivet.)
Vid kommunreformen 1862 övergick socknens ansvar för de kyrkliga frågorna till Västlands församling och för de borgerliga frågorna bildades Västlands landskommun. Landskommunen uppgick 1974 i Tierps kommun.
1 januari 2016 inrättades distriktet Västland, med samma omfattning som församlingen hade 1999/2000.  
Socknen har tillhört län, fögderier, tingslag och domsagor enligt vad som beskrivs i artikeln Örbyhus härad. De indelta båtsmännen tillhörde Norra Roslags 1:a båtsmanskompani.

## Geografi
Västlands socken ligger vid norra Upplandskusten kring Tämnarån med flera öar i Bottniska viken. Socknen är ett skogrikt slättområde utmed ån och är däromkring en skogsbygd.
Socknens södra del korsas i öst-västlig riktning av vandringsleden Upplandsleden samt i mellersta delen av riksväg 76. Länsväg C 740 (gamla länsväg 291) korsar socknen i nord-sydlig riktning. Länsväg C 770 går från Västland till Karlholmsbruk och länsväg C 771 förbinder Västland med Marma.

## Fornlämningar
Från bronsåldern finns cirka 50 gravrösen av kusttyp. Från järnåldern finns 14 gravfält.

## Namnet
Namnet skrevs 1312 Vesland. Det har även skrivits Wässland och Wessland. Förleden innehåller ett ånamn Väsla, ett äldre namn på Tämnarån. Detta i sin tolkas som 'sätta i hastig rörelse' eller 'den lilla ån' eller 'den sumpiga ån', där förleden också kan avse själva strömmarna. Efterleden innehåller land, 'brukad mark' alternativt 'bygd, område'.